# (24304) Lynnrice
(24304) Lynnrice est un astéroïde de la ceinture principale.

## Description
(24304) Lynnrice est un astéroïde de la ceinture principale. Il fut découvert le 16 décembre 1999 à Fountain Hills (Arizona) par Charles W. Juels. Il présente une orbite caractérisée par un demi-grand axe de 2,33 UA, une excentricité de 0,12 et une inclinaison de 6,9° par rapport à l'écliptique.

## Compléments